# Eduard Jacobs
Pour les articles homonymes, voir Jacobs.
Eduard Jacobs (né le 20 mai 1833 à Krefeld et mort le 25 octobre 1919 à Wernigerode) est un archiviste et historien allemand.

## Biographie
Le fils du fabricant de soie Heinrich Anton Jacobs est issu d'une ancienne famille du Bas-Rhin, d'origine hollandaise. Après le lycée de Clèves, Jacobs s'inscrit à l'université de Halle en 1854 pour étudier la théologie. En 1856, il se tourne vers des études d'histoire et se rend à Berlin, où il obtient son doctorat en 1859. Après avoir terminé ses études, il entre dans l'enseignement supérieur, mais dès 1864, il entre au service des archives de l'État. Il devient secrétaire d'archives aux archives provinciales (plus tard archives d'État) de Magdebourg sous George Adalbert von Mülverstedt, avec qui une étroite amitié se développe.
Sur la recommandation de Mülverstedt, en 1866, il devient archiviste et bibliothécaire du comte Otto zu Stolberg-Wernigerode à Wernigerode am Harz (voir bibliothèque du prince de Stolberg-Wernigerode (de)). Il exerce ces fonctions avec succès pendant 51 ans. En 1917, il prend sa retraite et meurt deux ans plus tard. Son successeur au pouvoir est le fils du maire de Posen Jaroslaw Herse (de), Wilhelm Herse (de).

## Travaux
En 1868, Jacobs est cofondateur de l'Association du Harz pour l'histoire et l'archéologie (de), la revue d'histoire de l'Église de la province de Saxe, et en 1883 de l'Association pour l'histoire de la Réforme. Il est également membre de la Commission historique de Saxe et d'Anhalt (de) depuis sa création. En tant que secrétaire de l'Association du Harz, il est responsable de la publication de son magazine, dans lequel il publie d'innombrables articles. Il est membre correspondant de l'Association géographique de Thuringe-Saxe.
L'héritage scientifique de Jacob comprend environ 3 mètres linéaires et est maintenant géré sur le site de Wernigerode des Archives d'État de Saxe-Anhalt.